# HD 80290
HD 80290，又名BD+51 1495，SAO 27215、HR 3697，是一颗恒星，视星等为6.13，位于銀經166.6，銀緯43.9，其B1900.0坐标为赤經9h 13m 47.4s，赤緯+51° 43.9′ 3″。